# It's a Long Way to the Top (If You Wanna Rock 'n' Roll)
"It's A Long Way To The Top (If You Wanna Rock 'n' Roll)" er en single af det australske rockband AC/DC. Sangen var det første spor på deres australske udgave af T.N.T.-albummet udgivet i december 1975 og skrevet af Angus Young, Malcolm Young og Bon Scott. Sangen blev meget bemærkelsesværdig for at kombinere sækkepiber med den hårde rocks elektriske guitarer, trommer og bas. 

## Musikere
- Bon Scott – Vokal, sækkepiber
- Angus Young – Lead guitar
- Malcolm Young – Rytmeguitar
- Mark Evans – Bas
- Phil Rudd – Trommer